# Nastri d'argento 1962

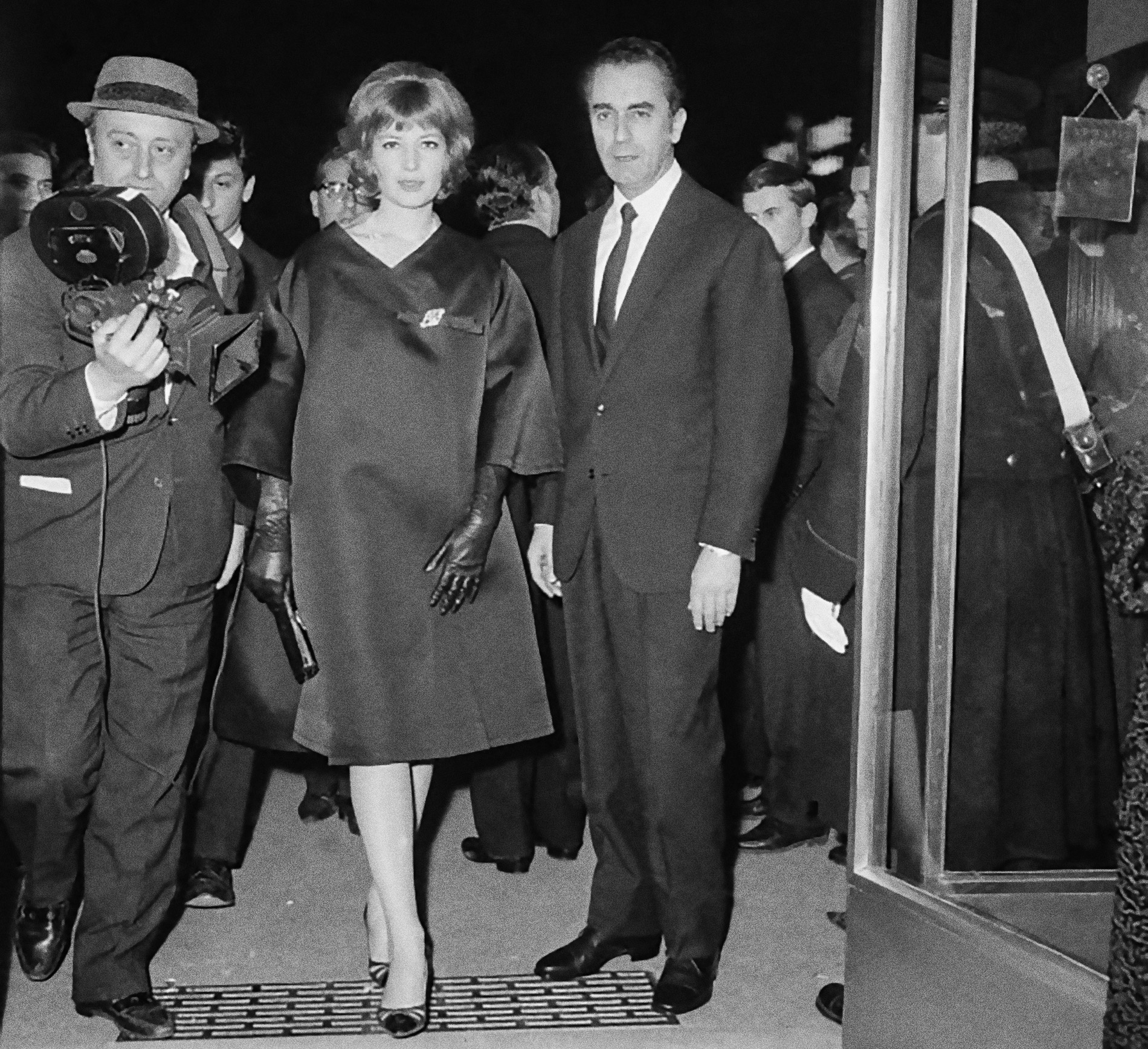
Monica Vitti e Michelangelo Antonioni giungono alla cerimonia di premiazione

La 17ª edizione dei Nastri d'argento si è svolta il 28 marzo 1962 a Roma.

## Vincitori e candidati
I vincitori sono indicati in grassetto, a seguire gli altri candidati.

### Regista del miglior film
- Michelangelo Antonioni - La notte
- Pietro Germi - Divorzio all'italiana
- Ermanno Olmi - Il posto

### Miglior produttore
- Alfredo Bini per il complesso della produzione
- Goffredo Lombardo per il complesso della produzione
- Franco Cristaldi per il complesso della produzione

### Miglior soggetto originale
- Ennio De Concini, Alfredo Giannetti e Pietro Germi - Divorzio all'italiana
- Rodolfo Sonego - Una vita difficile
- Ermanno Olmi ed Ettore Lombardo - Il posto

### Migliore sceneggiatura
- Ennio De Concini, Alfredo Giannetti e Pietro Germi - Divorzio all'italiana
- Elio Petri e Tonino Guerra - L'assassino
- Pier Paolo Pasolini  - Accattone

### Migliore attrice protagonista
- non assegnato
- Loredana Detto - Il posto
- Lea Massari - Una vita difficile

### Migliore attore protagonista
- Marcello Mastroianni - Divorzio all'italiana
- Alberto Sordi - Una vita difficile
- Franco Citti - Accattone

### Migliore attrice non protagonista
- Monica Vitti - La notte
- Anna Maria Ferrero - L'oro di Roma
- Franca Bettoja - Giorno per giorno disperatamente

### Migliore attore non protagonista
- Salvo Randone - L'assassino
- Alberto Lupo - Il sicario
- Filippo Scelzo - L'oro di Roma

### Migliore musica
- Giorgio Gaslini - La notte
- Nino Rota - Il brigante
- Piero Piccioni - La viaccia

### Migliore fotografia in bianco e nero
- Vittorio De Seta - Banditi a Orgosolo
- Gianni Di Venanzo - La notte
- Leonida Barboni - La viaccia

### Migliore fotografia a colori
- Alessandro D'Eva - Odissea nuda
- Aldo Tonti - Barabba
- Giuseppe Rotunno - Fantasmi a Roma

### Migliore scenografia
- Flavio Mogherini - La viaccia
- Carlo Egidi - Divorzio all'italiana
- Mario Chiari - Barabba

### Migliori costumi
- Piero Tosi - La viaccia
- Pier Luigi Pizzi - Che gioia vivere
- Maria De Matteis - Barabba

### Regista del miglior cortometraggio
- Mario Gallo - Dichiarazione d'amore

### Miglior produttore di cortometraggio
- Enzo Nasso - Inchiesta a Perdasdefogu

### Regista del miglior film straniero
- Stanley Kramer - Vincitori e vinti (Judgment at Nuremberg)
- Alain Resnais - L'anno scorso a Marienbad (L'Année dernière à Marienbad)
- Iosif Chejfic - La signora dal cagnolino (Дама с собачкой)